# Xã Big Sioux, Quận Union, South Dakota
Xã Big Sioux (tiếng Anh: Big Sioux Township) là một xã thuộc quận Union, tiểu bang Nam Dakota, Hoa Kỳ. Năm 2010, dân số của xã này là 3.259 người.